# Athyrium kirishimaense
Athyrium kirishimaense är en majbräkenväxtart som beskrevs av Tag. Athyrium kirishimaense ingår i släktet Athyrium och familjen Athyriaceae. Inga underarter finns listade.